# Antonio Pippo
Antonio Pippo, cuyo nombre completo es Antonio Pippo Pedragosa, (Buenos Aires, 18 de febrero de 1943) es un autor, docente y periodista argentino. 

## Biografía
Nació en Buenos Aires, y a los 9 años se muda a San José en Uruguay.
Fue docente de periodismo de opinión en la Universidad ORT Uruguay. Y se desempeñó  Montevideo en periódicos como El Día, el Diario, La Mañana, Ahora, DP Color, Mundo Color y Ya; y en El Observador y Posdata y Búsqueda como columnista.
Antonio Pippo fue galardonado con el Premio Legión del Libro otorgado por la Cámara Uruguaya del Libro.

### Libros
- 1993, El quilombo y los cuentos del otoño
- 2005, Troesma
- 2019, Entre tú y yo (ISBN 9789974945999)
- Obdulio desde el alma
- Grandes Aaores
- El hijo de Buda,
- El último jazmín de noviembre.